# Demoni 3
Demoni 3 (Black Demons) è un film del 1991, diretto da Umberto Lenzi.
Girato in Brasile a basso costo, il film non ha nulla a che vedere con la serie inaugurata da Dèmoni di Lamberto Bava e Dario Argento negli anni ottanta.

## Trama
In Brasile un gruppo di schiavi ritornano in vita sotto forma di zombi, dopo un rito voodoo, e assalgono alcuni giovani turisti. I morti viventi erano un tempo schiavi che vennero sadicamente maltrattati dal loro bianco schiavista. Così la loro vendetta dall'oltretomba si consumerà ai danni di questi ragazzi, giunti in Sud-America per una vacanza studio.

## Distribuzione
Il film non venne distribuito nelle sale cinematografiche italiane. Negli Stati Uniti fu invece distribuito col titolo Black Demons.